# قرار مجلس المقاطعة الشمالية بشأن الإبادة الجماعية للتاميل 2015
قرار مجلس المقاطعة الشمالية بشأن الإبادة الجماعية للتاميل تم تمريره من قبل مجلس المقاطعة الشمالية في 10 فبراير 2015 سعياً لتنكين الأمم المتحدة من التحقيق في الإبادة الجماعية لشعب التاميل في سريلانكا من قبل الحكومات السريلانكية المتعاقبة، وتوجيه التدابير المناسبة في المحكمة الجنائية الدولية التي تحدد أن شعب التاميل لم يكن لديه ثقة في العملية المحلية.
القرار الذي اقترحه وطرحه رئيس وزراء الإقليم الشمالي القاضي سي فيجنيسواران، صدر بأغلبية ساحقة في المجلس. وقال فيجنيسواران الذي قدم الاقتراح إن «هذا القرار المهم تاريخيًا» سيساعد التاميل على المضي قدمًا في نضالهم بشكل فعال ودولي.